# Potok Biały
Potok Biały – wieś sołecka w Polsce, położona w województwie mazowieckim, w powiecie płockim, w gminie Słubice.
| SIMC    | Nazwa        | Rodzaj    |
| ------- | ------------ | --------- |
| 0575516 | Potok Czarny | część wsi |

W latach 1975–1998 miejscowość administracyjnie należała do województwa płockiego.